# Beata Kucharzewska
Beata Kucharzewska (ur. 31 marca 1976 w Niemodlinie) – polska judoczka, medalistka mistrzostw Europy, olimpijka z Atlanty 1996. Zawodniczka klubu AZS Opole.
Dwukrotna brązowa medalistka mistrzostw Europy juniorów: w roku 1992 w Jerozolimie w wadze 48 kg oraz w roku 1994 w Lizbonie w wadze 56 kg.
Medalistka mistrzostw Polski:
- złota w latach 1995[3], 1996[4], 1997[5] (w wadze 56 kg),
- brązowa w roku 1994 (w wadze 52 kg)[6]

Brązowa medalistka mistrzostw Europy w roku 1997 w wadze 56 kg. Na mistrzostwach Europy w 1996 roku zajęła 5. miejsce.
Na igrzyskach w Atlancie wystartowała w wadze lekkiej zajmując 16. miejsce.